# Alma Ostra-Oinas

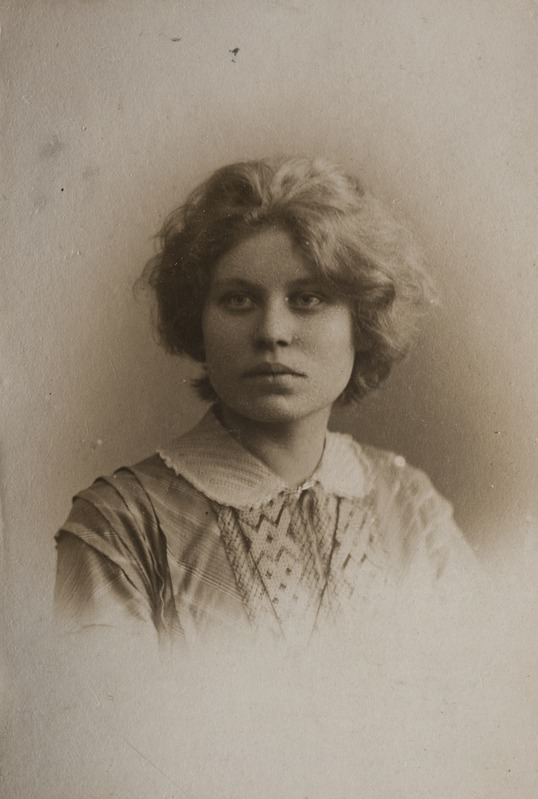

Alma Ostra-Oinas, född 1886, död 1960, var en estländsk politiker (socialdemokrat). Hon tillhörde de första kvinnorna att väljas in i det estländska parlamentet, i det självständiga Estlands första parlament (1919). 
Alma Ostra-Oinas var gift med kommunisten Jaan Anvelt mellan 1909 och 1910 och från 1914 med socialdemokraten Alexander Oinas. Hon studerade juridik vid de så kallade Bestuzjevkurserna. Hon var aktiv inom det illegala VSDTP (socialdemokraterna) i Tartu och dömdes 1905 till förvisning i Tobolsk i Sibirien, men lyckades fly. Hon var ledamot i partikommittén och dess representant på VSDTP-kongressen i London 1907. Hon var även partitidningens redaktör 1917–1918. År 1919 tillhörde hon det självständiga Estlands första parlamentsledamöter och var dessutom den första kvinnan i landets parlament. Hon var ansvarig för social frågor inom stadsförvaltningen i Tartu 1924–1937.
Hon arbetade som advokat och var även verksam som författare; hon utgav romanen Aino (1923). Alma Ostra-Oinas greps av de sovjetiska myndigheterna år 1944 och hennes liv efter gripandet är okänt; hon uppges dock ha dött 1960. 